# TLS
TLS ((eng.) Transport Layer Security i njegov prethodnik, Secure Sockets Layer (SSL), su kriptografski protokoli koji omogućuju sigurnu komunikaciju putem Interneta za stvari kao što su Internet bankarstvo (preko HTTP protokola), e-mail, Internet fax, instant messaging i ostale načine prijenosa podataka. Postoje neznatne razlike između SSL i TLS, ali u osnovi protokol je isti.

## Opis
TLS protokol dopušta aplikacijama komunikaciju putem mreže na način da sprječava prisluškivanje, uplitanje druge strane i krivotvorenje poruka. TLS omogućava autentičnost i privatnost komunikacije putem Interneta, jer je šifriran. Tipično, samo poslužitelj je autentičan (tj. osiguran mu je identitet), dok klijent ostaje nepotvrđen; to znači da korisnik na kraju može biti siguran s kim komunicira. Sljedeći stupanj sigurnosti- u kojem oba kraja u razgovoru znaju s kim komuniciraju je tzv. uzajamna autentičnost, vjerodostojnost, pouzdanost. To zahtjeva javni ključ infrastrukture (PKI) razmještaj do klijenata osim ako se koriste TLS-PSK ili TLS-SRP, koji omogućuju visok stupanj uzajamne autentičnosti, a da nije potreban PKI.
TLS uključuje tri osnovne faze:
1. Izjednačavanje posredovanja za agoritamsku podršku
2. Izmjena ključa i autentičnost
3. Simetrično šifriranje enkripcije i autentičnost poruka

U prvoj fazi, poslužitelj i server pregovaraju o prikladnom šifriranju, koje određuje koje će se šifriranje koristiti, ključ izmjene i ustanovljenje vjerodostojnosti algoritama, kao i autentične kodove poruka (MACs). Ključ izmjene i ustanovljenje vjerodostojnosti algoritama su tipični javni ključ algoritama, ili u TLS-PSK ključevi prije postavljeni kao zajednički se mogu koristiti. Kodovi za autentičnost poruka su sastavljeni od kriptografske zbirke funkcija koristeći HMAC konstrukciju .
Tipični algoritmi mogu biti:
-za ključ izmjene: RSA, Diffie-Hellman, DSA, SRP, PSK
-za simetrično šifriranje: : RC4, Triple DES, AES ili Camellia
-za kriptografske zbrke funkcija: HMAC-MD5 ili HMAC-SHA

## SSL
SSL skraćenica je od eng. složenice Secure Sockets Layer, ili slobodno prevedeno sigurnosni sloj utikača i ime je za transportni protokol unutar TCP/IP stoga. SSL omogućava sigurnu komunikaciju preko interneta za razne aplikacije: e-pošta, web preglednik, trenutne komunikacije (instant messaging) te za druge aplikacije koje koriste TCP/IP stog.